# Janina Gavankar
Janina Zione Gavankar (Joliet, Illinois, 29 de noviembre de 1980) es una actriz y cantante estadounidense de ascendencia mixta india y neerlandesa.
Gavankar también es pianista, vocalista y percusionista de orquesta. Se especializó en teatro en la Universidad de Illinois en Chicago.

## Biografía
Gavankar nació en Joliet, Illinois. Su padre (fallecido en enero de 2012), Pete Gavankar, era un ingeniero indio que viajó por primera vez a los Estados Unidos para obtener un título de maestría. Su madre, Shan-de-Mohra, emigró a los EE. UU. desde la India, su abuela materna era holandesa, y su madre es indo-holandesa.
De 2004 a 2010 Janina estuvo en una relación con el director ejecutivo de deviantART, Angelo Sotira.

## Carrera

### Actriz
Entre los papeles más notables de Janina Gavankar se incluyen a Papi, una lesbiana promiscua en The L Word; la Sra. Dewey, un personaje que realiza marketing de Microsoft; y Leigh Turner, una policía que oculta un gran secreto en The Gates. Gavankar ha aparecido en teatro, comerciales, cortometrajes, películas independientes, así como en Barbershop y su secuela, Barbershop 2: Back in Business.
En 2008, Gavankar apareció en episodios de las series de televisión Stargate Atlantis, Grey's Anatomy y NCIS. En 2009, ella apareció en The Cleaner, Dollhouse y Three Rivers. Gavankar hizo la voz de "Nikki" en Quantum Quest: A Cassini Space Odyssey. Posteriormente tuvo un papel principal en la serie de televisión del género dramático y sobrenatural de la ABC, The Gates.
Aparece también en la cuarta y quinta temporada de True Blood (2011 y 2012 respectivamente), como el personaje llamado Luna.
En 2013 apareció como McKenna Hall en la serie de la CW, Arrow y luego en la quinta temporada de la serie The Vampire Diaries interpretando a Tessa. Desde 2014 al 2016 aparece en la serie Los Misterios de Laura.
En 2017 aparece en la serie Sleepy Hollow como Diana Thomas, una agente de seguridad nacional y personaje principal en la cuarta y última temporada de la serie.

### Cantante
Gavankar ha vuelto a la música con un replanteamiento de Kanye West, Love Lockdown.
Ella solía integrar "Endera" un grupo musical que grabó con Universal Records. También colaboró en un proyecto para una canción llamada "Tell Me What" en la India con Pratichee Mohapatra de Viva, Deep (junto con la estrella del rock Anand Bhatt), y Navraaz. También ha efectuado canciones con licencia para películas y televisión, y ha tocado marimba en bandas sonoras de películas.
Gavankar apareció en el vídeo musical del grupo de San Francisco, Recliner, para su sencillo "Float Away",  así como el video musical de la banda Darunam, Manu Narayan.

## Premios
En 2008, Gavankar fue nominada para un Asian Excellence Award.

## Filmografía

### Cine
| Año  | Título                                 | Personaje              | Notas                                                 |
| ---- | -------------------------------------- | ---------------------- | ----------------------------------------------------- |
| 2000 | Forward Anticipation in Chicago        | Corrin                 | Cortometraje                                          |
| 2001 | Why Is God...                          | Mina                   | Cortometraje                                          |
| 2002 | La barbería                            | Mujer refinada         |                                                       |
| 2003 | Dark                                   | Kaya                   |                                                       |
| 2004 | La barbería 2                          | Reportera              |                                                       |
| 2005 | Just Speak                             | Melody                 | Cortometraje                                          |
| 2005 | Cup of My Blood                        | Iona                   |                                                       |
| 2008 | Shattered!                             | Maria                  |                                                       |
| 2009 | Indian Gangster                        | Geeta                  | Cortometraje                                          |
| 2010 | Quantum Quest: A Cassini Space Odyssey | Niki                   | Voz                                                   |
| 2010 | Men, Interrupted                       | Cece Twain             | Cortometraje                                          |
| 2011 | The Custom Mary                        | Ms. Rime               |                                                       |
| 2011 | Victory or Death                       | Selah                  | Cortometraje                                          |
| 2012 | Satellite of Love                      | Michelle               |                                                       |
| 2013 | Who's Afraid of Vagina Wolf?           | Katia Amour / The Stud |                                                       |
| 2013 | The Final Moments of Karl Brant        | Detective Hostetler    | Cortometraje                                          |
| 2014 | Code Academy                           | Madame Counselor       | Cortometraje                                          |
| 2014 | Think Like a Man Too                   | Vanessa                |                                                       |
| 2016 | Pee-wee's Big Holiday                  | Invitada               |                                                       |
| 2017 | The Vanishing of Sidney Hall           | Gina                   |                                                       |
| 2018 | Blindspotting                          | Val                    |                                                       |
| 2018 | The White Orchid                       | Tina                   |                                                       |
| 2019 | Stucco                                 | J                      | Cortometraje Además directora, guionista y productora |
| 2020 | The Way Back                           | Angela                 |                                                       |
| 2021 | Encounter                              | Piya                   |                                                       |
| 2024 | Borderlands                            | Knoxx                  |                                                       |

### Televisión
| Año       | Título                                                    | Personaje              | Notas                                                 |
| --------- | --------------------------------------------------------- | ---------------------- | ----------------------------------------------------- |
| 2004      | Strong Medicine                                           | Enfermera Juni         | Episodio: "Omissions"                                 |
| 2007–2009 | The L Word                                                | Eva "Papi" Torres      | 12 episodios                                          |
| 2008      | My Boys                                                   | Terri                  | Episodio: "The Transitioning"                         |
| 2008      | Stargate Atlantis                                         | Sargento "Dusty" Mehra | Episode: "Whispers"                                   |
| 2008      | Grey's Anatomy                                            | Interna Lisa           | 2 episodios                                           |
| 2009      | NCIS                                                      | Angela Lopez           | Episoio: "Caged"                                      |
| 2009      | Dollhouse                                                 | Lynn                   | Episodio: "Epitaph One"                               |
| 2009      | The Cleaner                                               | Usha Patel             | 2 episodios                                           |
| 2009      | Three Rivers                                              | Ada Rahimi             | Episodio: "Place of Life"                             |
| 2009–2015 | The League                                                | Shiva                  | 10 episodios                                          |
| 2010      | The Gates                                                 | Leigh Turner           | 13 episodios                                          |
| 2011      | Traffic Light                                             | Alexa                  | 3 episodios                                           |
| 2011–2013 | True Blood                                                | Luna Garza             | 25 episodios                                          |
| 2012      | The Exes                                                  | Kerry                  | Episodio: "My Dinner with Phil"                       |
| 2012      | Choke.Kick.Girl: The Series                               | Katie                  | Episodio: "Hammerfist, Knee, Guillotine Fiend"        |
| 2013      | Love Is Dead                                              | Marisol Rajagopal      | Película para televisión                              |
| 2013      | Arrow                                                     | Detective McKenna Hall | 4 episodios                                           |
| 2013      | The Goodwin Games                                         | Hannah                 | Episodio: "The Birds of Granby"                       |
| 2013      | Just Face It                                              | Ava                    | Miniserie                                             |
| 2013      | Husbands                                                  | Kajal                  | Episodio: "I Dream of Cleaning"                       |
| 2013      | The Vampire Diaries                                       | Qetsiyah / Tessa       | 4 episodios                                           |
| 2014      | Nikki & Nora: The N&N Files                               | Lea Sadina             | 4 episodios                                           |
| 2014      | Garfunkel and Oates                                       | Dra. Sharma            | Episodio: "Third Member"                              |
| 2014–2016 | The Mysteries of Laura                                    | Meredith Bose          | 38 episodios                                          |
| 2015      | The History of Us                                         | Sabrina                | Película para televisión                              |
| 2017      | Sleepy Hollow                                             | Diana Thomas           | 13 episodios                                          |
| 2018      | Hell's Kitchen                                            | Ella misma (invitada)  | Episodio: "Stars Heating Up Hell"                     |
| 2019      | Relics and Rarities                                       | Mumeé                  | 2 episodios                                           |
| 2019      | Eres lo peor                                              | Rachel                 | Episodio: "Zero Eggplants"                            |
| 2019      | Better Things                                             | Nikki                  | 2 episodios                                           |
| 2019–2021 | The Morning Show                                          | Alison Namazi          | 15 episodios                                          |
| 2020      | Space Force                                               | Hannah Howard          | Episodio: "Edison Jaymes"                             |
| 2020–2022 | The Mighty Ones                                           | Kensington             | Voz, 29 episodios                                     |
| 2021–2022 | Big Sky                                                   | Ren Bhullar            | 18 episodios                                          |
| 2022      | La mujer de la casa de enfrente de la chica en la ventana | Meredith               | 2 episodios                                           |
| 2022      | Star Wars: Tales of the Jedi                              | Pav-ti                 | Voz, episodio: "Life and Death"                       |
| 2023      | Yo nunca                                                  | Akshara                | Episodios: "...wrecked my future" y "...gone to prom" |

### Videojuegos
| Año  | Título                              | Personaje      | Notas                                                                    |
| ---- | ----------------------------------- | -------------- | ------------------------------------------------------------------------ |
| 2014 | Far Cry 4                           | Amita          |                                                                          |
| 2017 | Horizon Zero Dawn                   | Tatai          | También en DLC The Frozen Wilds                                          |
| 2017 | Star Wars Battlefront II            | Iden Versio    | Voz y captura de movimiento                                              |
| 2019 | Afterparty                          | Lola           |                                                                          |
| 2022 | God of War: Ragnarök                | Sinmore        | En gran medida recortada de la trama del juego; presente en los archivos |
| 2023 | Forspoken                           | Tanta Sila     | Voz y captura de movimiento                                              |
| 2023 | Stray Gods: The Roleplaying Musical | Freddie        |                                                                          |
| 2023 | Alan Wake II                        | Agente Estevez |                                                                          |

### Audiolibros
| Año  | Título                                  | Personaje | Notas  |
| ---- | --------------------------------------- | --------- | ------ |
| 2017 | Star Wars Battlefront II: Inferno Squad | Narradora |        |
| 2019 | Randomize: Forward                      | Narradora | Relato |